# Cabotstraße
Die Cabotstraße (englisch Cabot Strait, französisch Détroit de Cabot) ist eine im atlantischen Kanada gelegene Meeresstraße.
Sie liegt zwischen Neufundland und der Kap-Breton-Insel und ist der mit Abstand breiteste der drei Ausgänge, die den Sankt-Lorenz-Golf mit dem Atlantischen Ozean verbinden. Die anderen beiden Ausgänge sind die Straße von Canso und die Belle-Isle-Straße.
Die engste Stelle der Cabotstraße befindet sich zwischen Cape North auf der Kap-Breton-Insel und Cape Ray auf Neufundland, in diesem Abschnitt misst die Cabotstraße etwa 110 Kilometer.

## Geschichte
Benannt wurde die Meerenge nach dem italienischen Seefahrer Giovanni Caboto, der das Gebiet um die Cabotstraße 1497 bei einer Expeditionsfahrt in englischem Auftrag erkundet hatte.
Während der gesamten kanadischen Geschichte war sie ein strategisch wichtiger Seeweg. Auch heute noch ist sie einer der wichtigsten internationalen Schifffahrtswege. Es ist die wichtigste Schiffsroute, die den Atlantik über den Sankt-Lorenz-Seeweg mit den Binnenhäfen den Großen Seen verbindet. Die Cabotstraße wird auch von einer täglich bedienten Fährlinie durchquert, die als maritimes Teilstück des Trans-Canada-Highways die beiden Städte Port aux Basques auf Neufundland und North Sydney auf der Kap-Breton-Insel miteinander verbindet. Der erste Fährschiffverkehr über die Meerenge war im Jahr 1898 eingerichtet worden, und bereits 1856 war ein unterseeisches Telegrafenkabel als Teil eines transatlantischen Telegrafenkabelprojekts der New York, Newfoundland and London Telegraph Company unter der Leitung von Frederic Gisborne verlegt worden.
Die im südöstlichen Bereich der Cabotstraße gelegene Sankt-Paul-Insel hatte während des Segelzeitalters eine gefürchtete Gefahrenstelle für die Schifffahrt gebildet. Die oft nebelverhangene Insel war während dieser Ära zahlreichen Schiffen zum Verhängnis geworden, was ihr den Beinamen Friedhof des Golfs einbrachte (gemeint ist hier der Sankt-Lorenz-Golf).
Die bisher schwerste Schiffskatastrophe in der Cabotstraße ereignete sich am 14. Oktober 1942, als vor Channel Head die Passagierfähre Caribou ohne Vorwarnung vom deutschen U-Boot U 69 torpediert wurde und innerhalb von fünf Minuten sank. 136 Passagiere und Besatzungsmitglieder kamen ums Leben.